# Ломакина, Алла Васильевна
Алла Васильевна Смирнова (Ломакина) (род. 2 декабря 1950, Краснокамск, Пермская (Молотовская) область) — советская легкоатлетка (спринт и прыжки в длину).

## Биография
Выросла в городе Ульяновск. Переехала в Минск в 1970.
С 1962 года начала тренироваться в Ульяновской ДЮСШ под руководством тренера Виктора Орешкина. В 1966 году заняла первое место в беге 60 м + 60 м с барьерами на чемпионате РСФСР среди школьников. В 1968 году заняла 1-е место в спринте на 100 метров на чемпионате СССР среди школьников в Сочи. В 1970 году заняла 1-е место по прыжкам в длину на матчевой встрече СССР-США в Ленинграде. В том же году стала чемпионкой СССР среди юношей по прыжкам в длину и второй в беге на 100 метров. В 1971 году заняла 1-е место по прыжкам в длину на чемпионате СССР в закрытых помещениях в Москве. Позже в том же году с результатом 6,30 м она заняла 5-е место на чемпионате Европы в помещении в Софии, Болгария. В 1971 году с результатом 6,26 м заняла 2-е место по прыжкам в длину на матчевой встрече по лёгкой атлетике США-СССР в Беркли, США.
| Год  | Прыжок в длину    | 100 м | 200 м | 4x100 | Заслуги |
| ---- | ----------------- | ----- | ----- | ----- | --- |
| 1965 | 4.70 м (15.42 ft) | 12.6  | -     | -     | |
| 1966 | -                 | 12.3  | -     | 49.0  | 10 Лучших Юных Легкоатлетов СССР в 1966 году 4x100, 4x200 |
| 1967 | 5.50 м (18.05 ft) | 12.0  | -     | 49.0  | Рекорд СССР среди юниоров до 19 лет в 4x200 |
| 1968 | 6.01 м (19.72 ft) | 11.9  | 24.8  | 47.0  | Чемпион СССР среди юниоров на 100 м (Сочи, 4 Апреля) 10 Лучших Легкоатлетов Среди Юниоров СССР в 1968 100 м, 200 м, 4x100 и в прыжках в длину |
| 1969 | 6.02 м (19.75 ft) | 11.9  | 24.3  | 47.4  | 10 Лучших Легкоатлетов Среди Юниоров СССР в 1969 4x100 |
| 1970 | 6.35 м (20.83 ft) | 11.6  | 24.8  | 45.3  | Матчевая встреча СССР США, Ленинград, 1 место в прыжках в длину и третье место в эстафете 4x100 Чемпионка СССР среди юниоров по прыжкам в длину и в эстафете 4x100; второе место на 100 м Чемпионка СССР по прыжкам в длину, Минск Матчевая встреча Восточная Германия/Польша/СССР Эрфурт, ГДР, второе место в прыжках в длину 10 Лучших Легкоатлетов СССР 1970 100 м, прыжки в длину и эстафета 4x100                                                                                   |
| 1971 | 6.49 м (21.29 ft) | 11.5  | -     | 45.4  | Чемпионат Европы в помещении Болгария, София, 5 место по прыжкам в длину 25 Лучших Легкоатлетов Мира 1971, #11 в прыжках в длину (6.49 м) Матчевая встреча США/СССР, США, Беркли, 2 место 4x100, 2 место по прыжкам в длину Кубок Газеты Известия, Саратов, 1 место по прыжкам в длину 10 Лучших Легкоатлетов СССР в 1971 в прыжках в длину Обладатель рекорда Республики Беларусь по прыжкам в длину (6.35 м) Матчевая встреча Западная Германия/СССР, Киев, 1 место по прыжкам в длину |
| 1972 | 6.20 м (20.34 ft) | 11.5  | -     | -     | Кубок Риги, 1 место по прыжкам в длину |
| 1975 | 6.27 м (20.57 ft) | -     | -     | 46.5  | 25 Лучших Легкоатлетов СССР в прыжках в длину и эстафете 4x100 |
| 1976 | 6.40 (21.00 ft)   | 11.5  | -     | -     | Чемпионат СССР в помещениях, Москва, 3 место в прыжках в длину 25 Лучших Легкоатлетов СССР в 1976 году в прыжках в длину и 100 м |

## Тренеры
1962—1970 Орешкин, Виктор Иванович
1970—1977 Алабин, Виктор Григорьевич

## Образование
Белорусский государственный университет физической культуры, Минск.

## Личная жизнь
В 1972 году вышла замуж за футболиста Александра Ломакина. Сын — Ломакин Кирилл Александрович, 1973 года рождения.
По сей день живёт в Минске. Любит гулять со своей собакой.